# Station Wodzisław Śląski
Station Wodzisław Śląski is een stationsgebouw aan de voormalige Lijn 159 in de Poolse plaats Wodzisław Śląski.